# Salacia baumii
Salacia baumii là một loài thực vật có hoa trong họ Dây gối. Loài này được (Loes.) Exell & Mendonca miêu tả khoa học đầu tiên năm 1956.